# Krijgsmacht

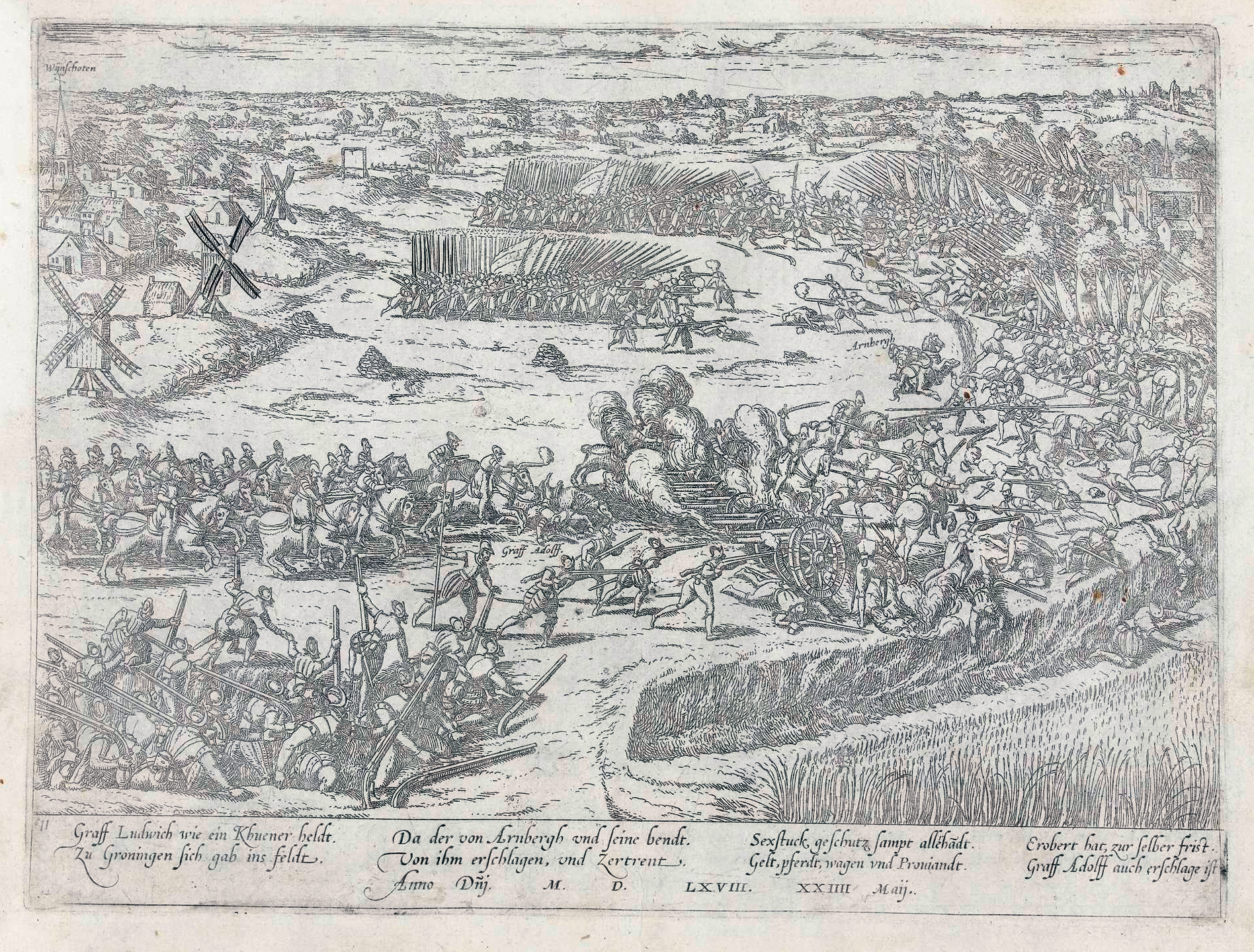
Slag bij Heiligerlee 1568

Een krijgsmacht is een geheel van door een staat opgerichte gewapende organisaties en ondersteunende voorzieningen ten dienste van de militaire implicaties van het buitenlands beleid.
Oorspronkelijk bestond dergelijke krijgsmacht uit een landleger en/of een vloot. Later zijn daar luchtstrijdkrachten bijgekomen. Een hedendaagse krijgsmacht bestaat verder uit een panoplie van gewapende onderdelen, genoemd naar het wapensysteem waarmee ze uitgerust zijn of naar de opdracht die ze vervullen.
Een krijgsmacht is meer dan de gewapende eenheden op zich. Andere aspecten zijn bepalend voor een krijgsmacht: de opbouw en sturing ervan, hoe de strategie, doctrine en tactiek vastgelegd worden, de opleiding en vorming van de militairen, de materiële voorzieningen.
De gewapende onderdelen van de krijgsmacht kunnen te allen tijde klaar zijn voor inzet of geheel of gedeeltelijk bestaan uit reserve-eenheden die wanneer nodig geactiveerd worden of gemobiliseerd.
Een krijgsmacht is een unieke organisatie en bekleedt een bijzondere plaats in de samenleving, politiek, economisch, als sociale groep, als voorwerp van wetenschappelijk onderzoek en ambities.

## Onderdelen
Aansluitend bij het milieu waar ze ingezet worden bestaat een krijgsmacht in de regel uit de zelfstandige krijgsmachtonderdelen landmacht, marine en luchtmacht. Daar komen gebeurlijk krijgsmachtonderdelen bij met bijzondere opdrachten. Naast de officiële namen doen tal van andere namen de ronde. 
Buiten de drie klassieke krijgsmachtonderdelen kunnen staten andere, gewapende zelfstandige organisaties oprichten die een rol kunnen spelen als deel van de krijgsmacht, zoals grenswacht en andere politionele eenheden.

## Landmacht
De landmacht, de krijgsmacht te land, wordt ook wel landleger of kortweg leger genoemd.
Traditioneel werd de landmacht opgedeeld in vestingtroepen en veldleger.
Vestingtroepen bemanden permanent vestingen. Moderne staten hebben geen vestingtroepen meer. Niettemin, permanent opgestelde luchtverdedigingseenheden en permanente basissen van strategische kernwapens vertonen hetzelfde karakter als vestingtroepen: ze kunnen alleen optreden vanop de plaats waar ze opgesteld zijn.
Het veldleger daarentegen bestaat uit troepen die vrij kunnen bewegen en ingezet worden binnen bepaalde politieke en geografische grenzen.

### Organisatie
De organisatie van de landstrijdkrachten moet uiteenlopende eisen met mekaar verzoenen. De eigenheid van de wapensystemen vereist gespecialiseerde eenheden om opleiding, training en inwerkingstelling te vergemakkelijken. De opdracht van een veldleger, de verwachte spreiding op het terrein en de complexiteit van het gevecht vereisen daarentegen de gelijktijdige inzet van een waaier van wapensystemen en ondersteunend materieel en mensen. Daarom worden militaire eenheden georganiseerd in functie van het wapen dat ze voeren of materieel dat ze bedienen en het geheel gevat in een hiërarchische, piramidale structuur.

### Piramidale structuur
Een wapen of onderdeel van een groter wapensysteem of materieel wordt bediend door een ploeg, een sectie, onder bevel van een korporaal of sergeant.
Twee tot vier secties vormen samen een peloton, bevolen door een luitenant of onderluitenant.
Drie of vier pelotons vormen samen een compagnie bevolen door een kapitein.
Drie of vier compagnies van hetzelfde wapen (uitgerust met hetzelfde wapensysteem) vormen samen een bataljon. Een bataljon wordt bevolen door een luitenant-kolonel.
Drie of vier bataljons van hetzelfde wapen (uitgerust met hetzelfde wapensysteem) vormen samen een regiment.
Drie of vier bataljons van verschillende wapens (uitgerust met verschillend wapensysteem) vormen samen een brigade. De brigade wordt bevolen door een brigadecommandant met de rang van kolonel of brigadegeneraal.
Meerdere brigades vormen samen een divisie. De divisie wordt bevolen door een generaal-majoor.
Meerdere divisies vormen samen een legerkorps. Het legerkorps wordt bevolen door een luitenant-generaal. Het aantal divisies van het legerkorps wordt aangepast aan de tactische opdracht die het korps toebedeeld krijgt.
Meerdere legerkorpsen vormen samen een leger. Een leger wordt bevolen door een generaal, gemeenlijk viersterrengeneraal genoemd. Het aantal legerkorpsen in een leger is veranderlijk in functie van de opdracht van het leger.
Meerdere legers samen vormen een legergroep. Een legergroep wordt bevolen door een vijfsterrengeneraal. Een legergroep wordt samengesteld in functie van terrein en opdracht.
Voor elk niveau is logistiek en medische steun voorzien, gaande van persoonlijke uitrusting tot grote depots en werkplaatsen en volledige hospitalen.
De landstrijdkrachten van grote mogendheden tellen veelal militaire eenheden binnen hun rangen die bestemd zijn voor gebruik in een ander dan het eigen milieu.

### Smalspoor
In het verleden werd er op diverse manieren smalspoor gebruikt. Er waren bijvoorbeeld lijnen voor goederen en personen, maar ook een schietschijvenlijn op terrein. Op het terrein bij Harskamp was ooit een netwerk van 40 kilometer.

### Kernwapens
Daartoe ontworpen wapensystemen van landstrijdkrachten en bepaalde artilleriestukken kunnen tactische kernwapens met beperkt vermogen lanceren in steun van grondoperaties.

## Luchtmacht
De vliegtuigen worden volgens hun opdracht en type in autonome eenheden verzameld. Kleinere eenheden heten escadrille of squadron. Meerdere escadrilles vormen een wing (luchtmacht). Bij de Nederlandse luchtmacht gebruikt men eskader als synoniem voor squadron.
De luchtmacht opereert vanaf luchtmachtbasissen te land en vanaf vliegdekschepen. De rol van de basissen te land is in wezen beperkt tot het paraat stellen van de vliegtuigen. De inzet zelf van de vliegtuigen wordt geleid vanuit centra zoals "ACOC" (Air Combat Operation Center) of "ADOC" (Air Defence Operation Center) en ondersteund vanuit toepasselijke installaties zoals rapporteringscentra. Vliegdekschepen beschikken over alle nodige middelen om de vliegtuigen operationeel in te zetten.
Vliegtuigen die zouden ingezet worden in steun van landmachteenheden worden gebeurlijk verzameld in grote eenheden die tactische luchtmacht genoemd worden, in het Engels Tactical Airforce, afgekort als "TAF". De vliegtuigen worden naargelang hun opdracht bewapend met kanonnen, klassieke bommen, raketten of missiles. De vliegtuigen kunnen ook ingezet worden om aanvallende vliegtuigen te onderscheppen.
Eventueel kunnen ze ook tactische kernwapens met beperkt vermogen lanceren om objectieven te vernietigen.
Een transportluchtmacht is uitgerust met transportvliegtuigen. Ze kunnen zowel voor tactische opdrachten als voor logistieke opdrachten ingezet worden.

## Marine
Een marine bestaat uit schepen voor de oorlogsvoering te water. Een aantal schepen die om tactische redenen samen opereren heten flottielje of eskader. Een groot aantal schepen die samen opereren heet vloot. Alle nationale schepen samen vormen de nationale vloot.
Een nationale vloot vereist een nationale oorlogshaven
De opdracht van de marine is de zeewegen vrij houden of maken. De marine van grote mogendheden bestaat daarom uit een waaier van gewapende schepen, onderzeeboten en ondersteunende schepen.
Vliegdekschepen kunnen overal ter wereld tussenkomen.
In de strijd om het zeeoverwicht kan een marine eventueel tactische kernwapens inzetten als dieptebommen en torpedo's.
De opdrachten worden bepaald op de hoogste niveaus. De operationele leiding gebeurt vanaf een schip op zee of vanaf de wal.
De zeestrijdkrachten van grote mogendheden tellen veelal militaire eenheden binnen hun rangen die bestemd zijn voor gebruik in een ander dan het eigen milieu. De Amerikaanse navy telt troepen voor inzet te land na transport over zee: het United States Marine Corps. Het United States Marine Corps heeft zijn eigen luchtvaartafdeling. Het Corps valt, net als de United States Navy, onder het Department of the Navy. Nederland heeft een Korps Mariniers. De United States Navy heeft ook eigen vliegtuigen.
Marines van grote mogendheden tellen Strategische raket-onderzeeboten (SSBN) die enkel dienen als platform voor intercontinentale raketten met kernwapenkoppen.

## Strategische krijgsmacht
Een aantal landen voeren een strategie van ontrading. Het ultieme middel is kernwapens met groot vermogen die op gepaste afstand kunnen ingezet worden.
Die kernwapens kunnen gelanceerd worden door op het land opgestelde, al dan niet mobiele wapensystemen, door vliegtuigen of vanaf duikboten. Die vliegtuigen en duikboten kunnen formeel tot de luchtmacht en marine behoren.
De Verenigde Staten van Amerika hebben het volledige arsenaal aan strategische actiemiddelen die tot de landmacht, de luchtmacht, of marine behoren verzameld onder één gezag, het Strategic Command(STRATCOM), dat verantwoording aflegt aan het Ministerie van Defensie. 
Het gaat om:
- Missiles met zware nucleaire bommen opgesteld op het land en op onderzeeboten;
- Bombardementsvliegtuigen met grote actieradius;
- Organisaties voor wereldwijde bewaking, opsporing van informatie en communicatie;
- Middelen voor verdediging tegen missileaanvallen met nucleaire bommen;
- Organisaties voor oorlogsvoering in de ruimte;
- Organisaties voor digitale oorlogsvoering.

Op 14 juli 2019 kondigde President Macron van Frankrijk de oprichting aan van een afdeling van de krijgsmacht voor de “verdediging van de ruimte en door de ruimte” (défence de l’espace et par l’espace). De Franse luchtmacht (Armée de l’air) wordt “Armée de l’air et de l’espace”.
Ook China en India hebben dergelijke krijgsmachtafdelingen.

## Luchtverdediging
Wapensystemen en ondersteunend materieel voor luchtverdediging kunnen nationaal ingezet worden om bepaalde objectieven voor vijandelijke luchtaanvallen te verdedigen.
Gezien de dimensies van de luchtoorlog worden ze desgevallend in groter verband ingezet om grote gebieden te verdedigen tegen luchtaanvallen. Gedurende de Tweede Wereldoorlog legde het Duitse leger de zogenaamde Kammhuberlinie aan om de Duitse steden tegen de geallieerde bombardementen vanuit Engeland te verdedigen. Gedurende de Koude Oorlog, werd in Europa een luchtverdedigingsgordel(Air Defence Belt) aangelegd van Noord-Noorwegen tot Turkije.

## Politionele organisaties
Politionele organisaties en milities zoals de Nederlandse marechaussee, de vroegere Belgische Burgerwacht de vroegere Belgische Rijkswacht, de Franse gendarmerie, de United States, Army en Air National Guard, de kustwacht van de VS en de Duitse Bundesgrenzschutz kunnen naast en in samenwerking met de klassieke onderdelen van een krijgsmacht een rol spelen.

## Sturing en opbouw
Historisch en nog altijd in minder democratische landen waren krijgsmachten quasi op zichzelf staande organisatie. Ze speelden zelf een overheersende rol in de opbouw en het sturen van de krijgsmacht: doctrine, operationele strategie, organisatie, bewapening, infrastructuur, opleiding en training.
In hedendaagse democratische landen wordt de primauteit van de politiek erkend. De verhouding tussen het militaire en de politiek is vastgelegd in een uitgebreide gedetailleerde wetgeving. De politieke autoriteiten, de regeringen en parlementen, zetten de grote lijnen uit van het veiligheidsbeleid. De politieke beslissingen krijgen vorm in een actieplan en eventueel in verdragen en pacten. In de Europese Unie bestaan de krijgsmachten in functie van het veiligheidsbeleid van de staat en het Gemeenschappelijk buitenlands en veiligheidsbeleid.
De krijgsmachtautoriteiten kunnen een rol spelen in de voorbereiding van de politieke beslissingen en voorstellen doen voor de opbouw en activiteiten van de krijgsmacht. De budgetten voor de samenstelling en uitrusting van de krijgsmacht worden in detail bepaald door de politieke autoriteiten.
Regering en parlement houden toezicht op de uitvoering, de tactische concepten, doctrine, mogelijke actievormen. Ze kunnen bepaalde aspecten van inzet onderwerpen aan directe controle, in het bijzonder het gebruik van kernwapens.

## Opleiding en vorming
Krijgsmachten leiden in de regel onderofficieren en officieren op in eigen opleidingsinstituten, gaande van lager, middelbaar en secundair onderwijs zoals de Belgische pupillenscholen, de Nederlandse pupillenscholen en de Belgische Koninklijke Cadettenschool tot onderwijs van universitair niveau. De meeste krijgsmachten verschaffen ook vormingen op postuniversitair niveau zoals het Belgische KHID, voorheen Krijgsschool en de Nederlandse Hogere Krijgsschool.
Hoe de wapensystemen en ander toegewezen materieel in werking te stellen en tactisch te gebruiken wordt de lagere rangen, onderofficieren en officieren aangeleerd in opleidingscentra. Vele krijgsmachten geven daarenboven ook niet-expliciet militair vakonderwijs, zoals lichamelijke opvoeding en sport, medische opleidingen, horeca.

## Materiële voorzieningen
Om haar opdrachten voor te bereiden en uit te voeren heeft een krijgsmacht nood aan een uitgebreide infrastructuur: vestingen en forten, kazernes, oefenterreinen, schietvelden, arsenalen, magazijnen zoals munitiedepots, opslagplaatsen voor kernwapens, luchtmachtbasissen, havens, communicatie- en transmissie-installaties, transportmiddelen zoals pipelines en spoorwegen.

## Krijgsmacht en maatschappij

### Binnenlandse politiek
In de aanloop naar en het verloop van de Eerste Wereldoorlog speelden de topmilitairen van de betrokken landen een doorslaggevende rol.
In de hedendaagse democratische westerse landen is de invloed van de krijgsmachten beperkt. Het politiek en militair beleid, opbouw en uitrusting van de krijgsmachten zijn een zaak geworden van de politieke autoriteiten. Bij de inzet van de krijgsmachten houden politieke autoriteiten van dichtbij toezicht.

### Sociale groep
De krijgsmacht is een gewapend machtsinstrument met een bijzondere finaliteit: zo nodig zwaar geweld gebruiken met enorme materiële kosten en menselijke verliezen om haar doelstellingen te bereiken.
Bijzondere wetten leggen de relaties tussen de militairen en de staat en sociale interacties in de krijgsmacht vast. De wet bepaalt specifieke militaire misdrijven. Inbreuken op die wetten worden vervolgd voor bijzondere militaire rechtbanken. Dienstplichtigen vallen onder dezelfde strenge regels als beroepsmilitairen.
Vanaf de invoering van de dienstplicht tot het einde van de 20ste eeuw strekte de invloed van de krijgsmacht zich rechtstreeks en ingrijpend uit tot de ganse bevolking. Een tak van de sociale wetenschappen, de militaire sociologie, bestudeert de relaties van de krijgsmacht met de rest van de maatschappij en de interne relaties. Grondleggers van de militaire sociologie zijn de Nederlander J.A.A. van Doorn en de Amerikaan Morris Janowitz.

### Krijgsmacht en wetenschappen
Alles wat op oorlogsvoering betrekking heeft was en is nog steeds het voorwerp van een wetenschap, de krijgswetenschap, krijgskunst of krijgskunde.
Het oudste bekende boek, De kunst van het oorlogvoeren, werd geschreven door de Chinese generaal Sun Tzu rond 500 voor Christus.
Ook de bijbel, de koran en hedendaagse gelovigen hebben veel aandacht voor oorlogen en oorlogsvoering.
Begin van de 19de eeuw publiceerde de weduwe van de Pruisische generaal Carl von Clausewitz (1780-1831) zijn verzamelde werken in tien boekdelen. Ze handelen over de natuur van de oorlog, strategie en de veldtochten waaraan hij tijdens de Napoleontische oorlogen deelnam. Ze werden bekend als Vom Kriege. Ze hebben talloze militairen, staatslieden en geleerden beïnvloed.
Antoine-Henry Jomini was een van meerdere tijdgenoten van Clausewitz die over de oorlogsvoering theoretiseerden.
Na de Tweede Wereldoorlog is “militaire wetenschappen” een begrip geworden. Nieuwe wetenschappen die oorlog en vrede bestuderen zagen het licht. De Nederlandse Defensie Academie (NLDA) en de Belgische militaire school (KMS) hebben een Faculteit Militaire Wetenschappen. De afgestudeerde officieren van de KMS mogen zich "Master in de sociale en militaire wetenschappen" noemen.
De geschiedenis van de krijgsmachten, in het bijzonder de wijze waarop ze ingezet werden is het voorwerp van een deelterrein van de geschiedenis de krijgsgeschiedenis.